# 쿨닝
쿨닝(kulning, herding call)은 스칸디나비아의 음악 형식으로, 낮 동안 풀을 뜯고 있던 높은 산 목초지에서 가축(소, 염소 등)을 불러 내려오는 데 자주 사용된다. 이 소리는 포식자(회색늑대, 곰 등)를 겁주는 역할도 할 수 있지만 이것이 호출의 주요 목적은 아니다.
이 노래 형식은 높은 산의 목초지에서 소떼를 치는 여성들이 자주 사용하지만, 남성들이 부른 이러한 노래의 녹음도 있다. 오늘날 이에 대한 지식은 페노스칸디아 중부 근처 지역에서 유래한다.
노르웨이와 스웨덴 인근 지역에서는 laling, lanning 또는 lålning이라고 하며, 노르웨이의 일부 지역, 스웨덴의 달라르나 및 헬싱글란드 지방, 스웨덴의 이전 노르웨이 지방, 옘틀란드 및 헤리에달렌에서는 kulokk, kauking 또는 kaukning이라고 한다. kulokker, kyrlokker 또는 lockrop로도 호칭된다.

## 같이 보기
- 요들